# Café Röda Rummet

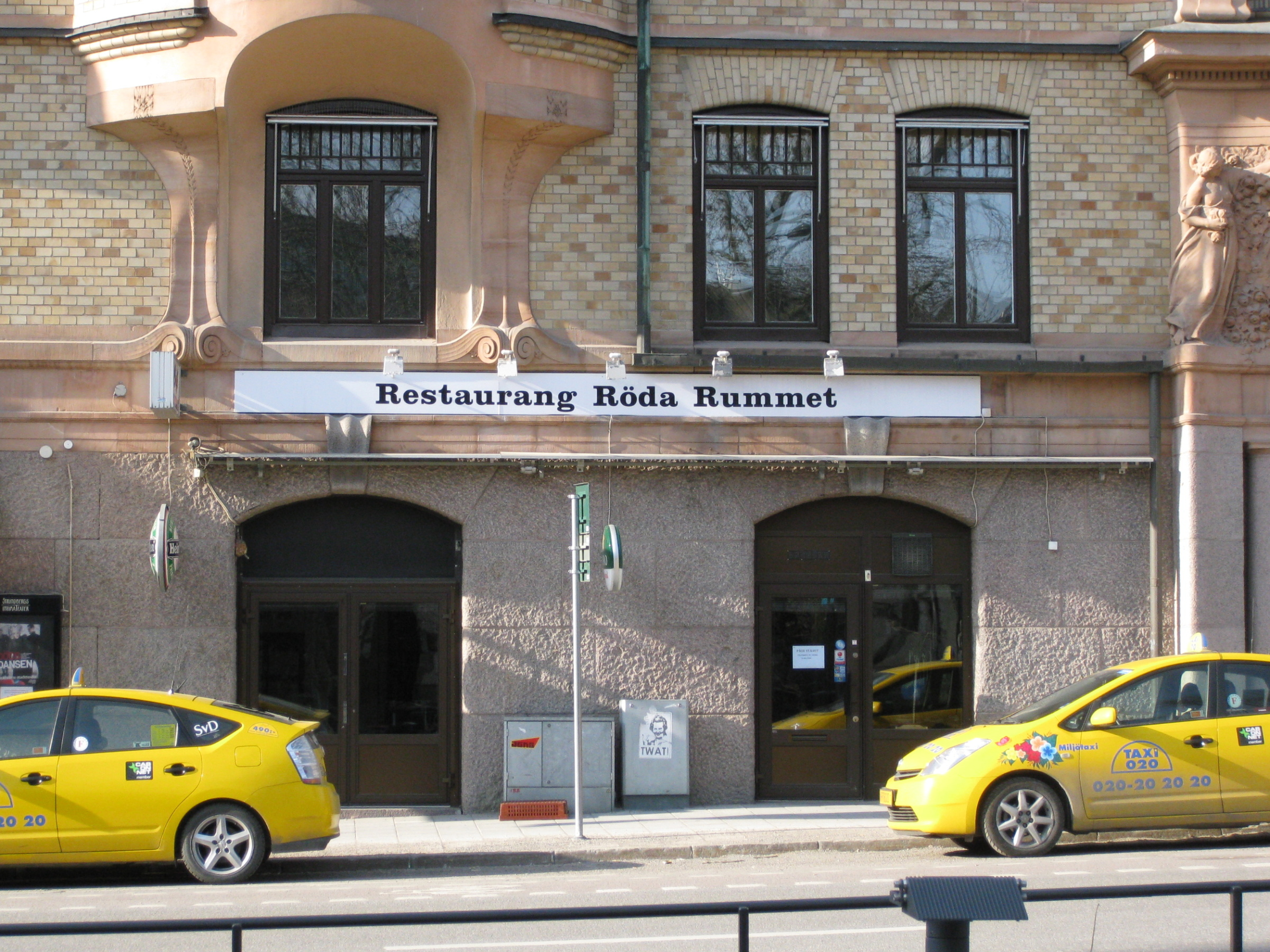
Café Röda Rummet.

Café Röda Rummet var en restaurang på Barnhusgatan 20 i Stockholm.

## Historia
Restaurangen öppnade den 8 mars 1926 och startades av Chaufförernas ekonomiförening på uppdrag av Stockholms yrkeschaufförer, som behövde nya lokaler att vistas i. Efter att de länge letat efter en lokal med stort utrymme och med rätt läge ansåg de att den gamla teaterlokalen på Barnhusgatan passade bäst. En hel del diskussioner om restaurangens namn ägde rum. Namn som "Iris", "Ärlan" och "Särlan" var länge uppe som förslag innan man bestämde sig för det slutgiltiga namnet, Röda Rummet. Detta namn valdes då August Strindberg, som skrev romanen Röda rummet, tidigare stått som lokalens hyresgäst med teatern Strindbergs intima teater.